# Carex lackowitziana
Carex lackowitziana är en halvgräsart som beskrevs av Aug.R.Paul. Carex lackowitziana ingår i släktet starrar, och familjen halvgräs. Inga underarter finns listade i Catalogue of Life.